# Decenio Internacional de Acercamiento de las Culturas
La Unesco proclamó el decenio 2013 - 2022 Decenio Internacional de Acercamiento de las Culturas.

## Decenio Internacional de Acercamiento de las Culturas (2013 - 2022)
El 28 de octubre de 2011 la Conferencia General de la Unesco proclamó el decenio 2013 - 2022 Decenio Internacional de Acercamiento de las Culturas.

El proyecto de resolución sobre la “Proclamación de un decenio internacional de acercamiento de las culturas (2013-2022)” tiene por objeto hacer posible una interacción armoniosa entre las culturas y los pueblos y con ello diseminar los ideales de paz y no violencia, fomentar el diálogo entre las confesiones religiosas, proteger la diversidad cultural y cultivar la tolerancia. Se trata asimismo de promover la colaboración entre las naciones por medio de la educación, la ciencia y la cultura con el fin de potenciar el respeto universal de la justicia, el estado de derecho y los derechos humanos y las libertades fundamentales consagrados para todos los pueblos del mundo, sin distinción de raza, sexo, lengua o religión, y reafirmados en la Constitución de la UNESCO como una de las mejores garantías para preservar la paz en el mundo entero.
Unesco